# Дюпор, Луи-Антуан
Луи́ Антуа́н Дюпо́р (фр. Louis-Antoine Duport) — французский солист балета, балетмейстер и балетный педагог.

## Биография

### Начало сценической деятельности
Луи Антуан Дюпор родился 1 января 1786 года. С детства работал в труппе своего дяди П. Дюпора, гастролировал в США, затем перешёл в труппу А. Пласида, выступавшую в 1790-х гг. в Париже.
Брал уроки хореографии у Ж.-Ф.Кулона, после чего работал в парижских театрах на Бульварах и театре Амбижу-Комик.
Учился в школе при Парижской опере у Ж. Деге, в 1801 дебютировал там же, в Парижской Опере, очень скоро получив звание первого танцора и конкурируя с премьером театра Огюстом Вестрисом, считавшимся непревзойденным танцором, как когда-то и его отец Гаэтано Вестрис, прозванный «богом танца». Дюпор вставлял в роли собственные придуманные им танцевальные па и пируэты, соответствовавшие новой балетной технике, что вызвало неодобрение приверженцев традиционного классического балета. Но зато слава о нём как о выдающемся балетном артисте нового поколения быстро разлетелась по всей Европе
Там же, в Парижской Опере начал балетмейстерскую деятельность, поставив балеты «Ацис и Галатея» (1805; среди исполнителей С.Шевиньи) и «Фигаро, или Напрасная предосторожность» (1806 или 1807). Этими постановками, наполненные новыми балетными решениями, он вошёл в конфронтацию с директором балетной труппы Парижской оперы Пьером Гарделем, что привело к осложнению его дальнейшей работы в Парижской Опере.

### В России
В 1808 году он разорвал контракт с Парижской Оперой и бежал в Санкт-Петербург вместе с несколькими артистами, в т.ч. с актрисой Жорж (настоящее имя Маргарита-Жозефина Веймер, которая была связана с Наполеоном полулюбовной, полушпионской историей), и следующие четыре года (1808-1812) провел в России, обласканный высшими властями в качестве политэмигранта. Выступал в балетах Ш. Дидло: «Пастух и Гамадриада», «Амур и Психея», «Зефир и Флора»; в балете «Дезертир», поставленном Ле Пиком по хореографии Доберваля; в  балете «Одному обещана, а другому досталась» Вальберха.
Критика писала о нём, что он «отличался поразительной легкостью и эластичностью движений: в три прыжка он перелетал всю сцену Большого театра» .
Очень скоро он настолько покорил русскую публику, что диктовал свои условия выступлений: 1200 рублей серебром, а ещё через некоторое время его годовое вознаграждение достигло 60 тысяч рублей, что составляло сумму, в десять раз превышающую заработок Дидло! Но и этого оказалось мало: остановились на 100 000 рублей в год с ежегодным бенефисом на казенных расходах. Заработок Луи Дюпора был в пятьдесят раз больше, чем оклад балетмейстера Вальберха, возглавлявшего одно время вместе с Дидло всю Петербургскую балетную труппу императорских театров.

Потом один мужчина стал в угол. В оркестре заиграли громче  в цимбалы и трубы, и один этот мужчина  с голыми ногами  стал прыгать  очень высоко  и  семенить ногами.  (Мужчина  этот  был Duport, получавший  60 тысяч в год за это искусство.) Все в партере, в ложах и райке стали хлопать и кричать  изо всех сил, и мужчина  остановился и стал улыбаться  и кланяться на все стороны.— Л. Толстой. «Война и мир».
В Петербурге Дюпор поставил несколько балетов: «Венера и Адонис, или Мщение Марса», «Севильский цирюльник» (Альмавива и Розина), «Суд Париса», «Мелеодор и Зюлима», «Соланжская роза», дивертисмент «Праздник доброго помещика», «Трубадуры».
Всего Луи Дюпор протанцевал на петербургской сцене 118 раз. Партнёршами Дюпора были выдающиеся русские танцовщицы Е. И. Колосова, М. И. Данилова, А.С.Новицкая, М.Н. Иконина, танцевавшие в России французские балерины Ж.Сен-Клер, Делиль.
Мемуарист Ф.Ф. Вигель писал в своих воспоминаниях о Дюпоре в «Русской Старине» 1891 г: «Все движения его были исполнены приятности и быстроты; не весьма большого роста, был он плотен и гибок, как резиновый шар; пол, на который падал он ногою, как будто отталкивал его вверх; бывало, из глубины сцены на её край в три прыжка являлся он перед зрителями; после того танцы можно было более назвать полетами».
Не менее восторженные мемуары оставил о пребывании в России Л.Дюпора и балетмейстер А.П.Глушковский («Воспоминание о великом хореографе К. Л. Дидло и некоторые рассуждения о танцевальном искусстве»): «Дюпор заключал в себе все, что необходимо для танцовщика: необыкновенную грациозность, легкость, быстроту и чистоту в танцах; пируэты были им доведены до совершенства и удивительного разнообразия. Он был в своем роде гений и ни в Париже, ни в Вене, ни в Берлине и Неаполе не находил себе соперников».
Не обошли пребывание Дюпора в России своим вниманием и другие русские театральные историки и хроникеры: П. Арапов («Летопись русского театра»), А. Плещеев («Наш балет» [1673—1896. Балет в России до начала XIX ст. и балет в СПб. до 1896 г.]), В. Михневич («Пляски на Руси в хороводе, на балу и в балете» - Исторические этюды русской жизни, т. II), Р. М. Зотов («Театральные воспоминания», автобиографические записки).
Тем не менее советский балетный критик Ю.Бахрушин считал, что такие почести, в том числе материальные, воздавались артисту только потому, что он бежал в царскую Россию от Французских революций и Наполеоновских войн (Наполеон в эти годы был врагом России: Отечественная война 1812 года), считая Дюпора лишь техничным танцором, а его постановки слабыми и малоинтересными: «Дюпор был первоклассным танцовщиком. Техника его танца поражала, удивляла, восхищала зрителей, но не волновала их, так как мастерство артиста заключалось лишь в совершенстве формы, а внутренний мир героя не интересовал его. … В дальнейшем Дюпор решил обходиться без Дидло и начал сам выступать в качестве балетмейстера, ставя те балеты, которые были для него особенно выигрышными. Спектакли эти были крайне слабыми, их цель заключалась лишь в показе блестящей техники самого постановщика. Но великосветские зрители не обращали внимания на драматургическое убожество балетов Дюпора и продолжали восхищаться им».

### Завершение балетной карьеры
Уехав из России, Дюпор работал в европейских театрах. В 1812 году он поставил несколько спектаклей в Вене, в том числе возобновил знаменитый балет Ж.Доберваля «Тщетная предосторожность».
В 1817 выступал в неаполитанском театре Сан-Карло, где скоро был назначен директоров театра; с 1819 — в Лондоне, где поставил балет «Адольф и Матильда», после чего вновь уехал в Вену, куда был приглашен преподавателем балета и директором в Кернтнертор-театр. Его успех в Вене также был огромен, в моду даже вошла обувь à la Duport.
В 1836 году вернулся в Париж.
Работал на сцене до 1840-х гг. и ушёл из активной творческой жизни. Скончался в Париже 19 октября 1853 года.

## Творчество
- 1805: «Ацис и Галатея» (Acis et Galatée), собственная постановка (Парижская Опера)
- 1806: «Фигаро, или Напрасная предосторожность» (Figaro), по хореографии Ж.-Б.Блаша (Парижская Опера)
- 1806: L’Hymen de Zéphyr (Парижская Опера)
- 1808: Figaro (Вена)
- 1808: «Венера и Адонис, или Мщение Марса» (Les Amours de Vénus et Adonis), собственная постановка (Санкт-Петербург)
- 1808: «Зефир и Флора», музыка Кавоса, балетм. К. Дидло — Зефир — Дюпор, Флора — М. И. Данилова) Эрмитажный театр, Петербург[8]
- 8.1.1809: «Амур и Психея» (Psyche et l’Amour), композитор К. А. Кавос, балетмейстер Ш.Дидло, Эрмитажный театр, Санкт-Петербург — в главных партиях Луи Люпор и М. И. Данилова[9]
- 1809 — «Суд Париса», собственная постановка, Санкт-Петербург[10]
- 15.2.1810: «Амур и Психея» (Psyche et l’Amour), композитор К. А. Кавос, балетмейстер Ш.Дидло, Большой Каменный театр — в главных партиях Л.Дюпор и Ж. Сен-Клер[9]
- «Севильский цирюльник», собственная постановка, Санкт-Петербург
- «Зефир, или Ветреник, сделавшийся постоянным» на музыку К. А. Кавоса, собственная постановка, Санкт-Петербург
- «Мелеодор и Зюлима», собственная постановка, Санкт-Петербург
- дивертисмент «Праздник доброго помещика», собственная постановка, Санкт-Петербург
- «Соланжская роза», собственная постановка, Санкт-Петербург
- «Трубадуры», собственная постановка, Санкт-Петербург
- 1812: Zephyr (Вена)
- 1812: Die Spanische Abendunterhaltung (Вена)
- 1812: Der Blöde Ritter (Вена)
- 1813: «Телемах на острове Калипсо» (Telemach auf der Insel Kalypso), по хореографии Ж.Доберваля (Вена)
- 1813: Der Ländliche Tag (Вена)
- 1813: Die Maskerade (Вена)
- 1813: Acis und Galatea (Вена)
- 1813: Die Erziehung des Adonis (Вена)
- 1814: «Тщетная предосторожность» (La Fille mal gardée), по хореографии Ж.Доберваля (Вена)
- 1817: Le Virtu premiata (Неаполь)
- 1819: Adolphe et Mathilde (Лондон)
- 1819: «Шестеро наивных» (Les Six Ingénus) на музыку А. Пиччинни, собственная постановка (Лондон)
- 1819: La Rose (Лондон)
- 1822: «Суд Париса» (Le Jugement de Pâris)
- 1831: L’Ottavino (Турин)

## Адреса
- В Вене — Ландштрассе, дом № 100.